# Bergischer Barock
Bergischer Barock, auch Bergisches Rokoko oder altbergischer Stil, ist ein Stilbegriff für besondere regionale Ausprägungen in Architektur, Innenarchitektur und Möbelbau des Barock und Rokoko im Bergischen Land.

## Erläuterung

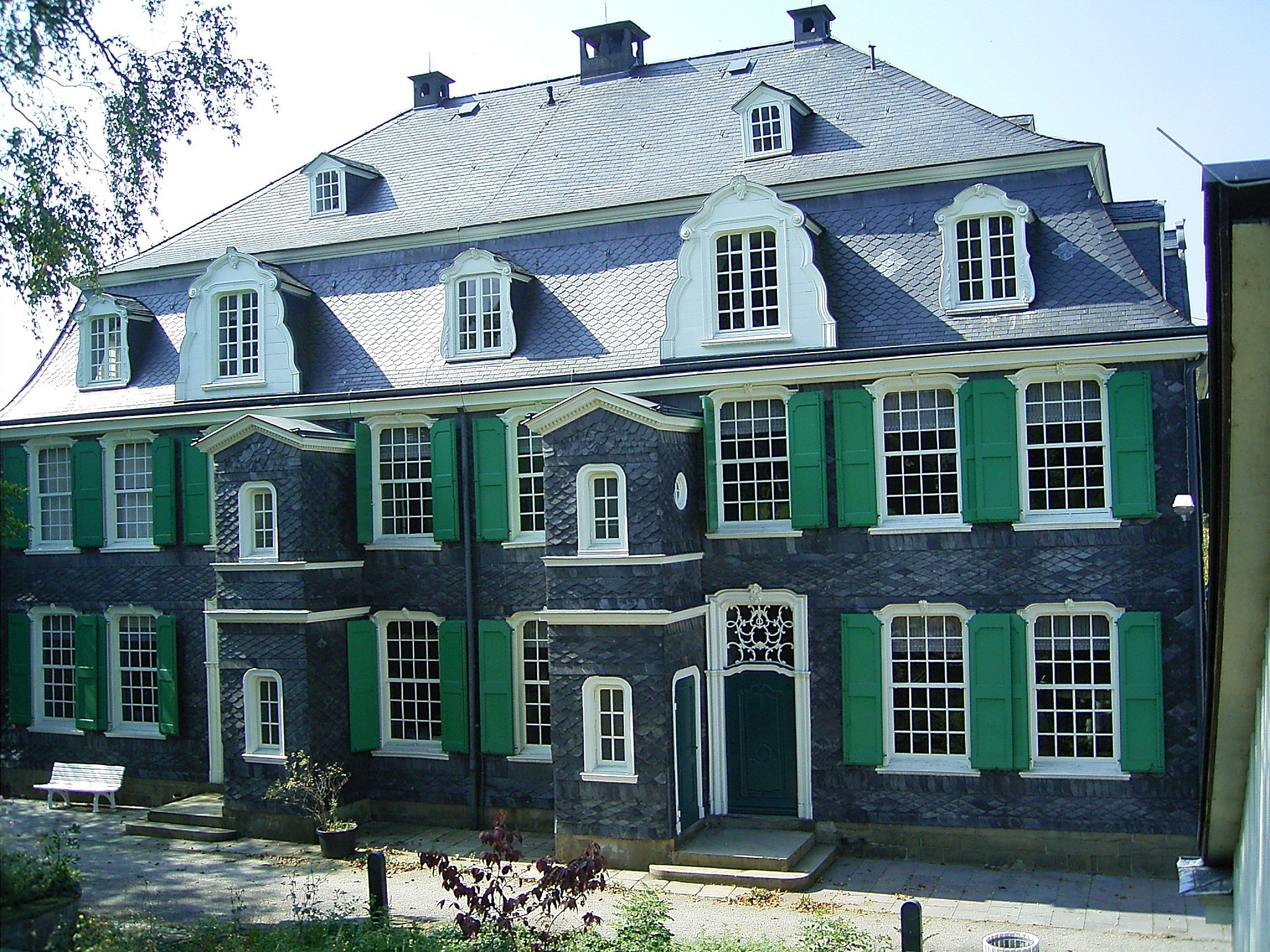
Haus Cleff, erbaut 1778/1779

Als Architekturstil setzten sich Barock und Rokoko auch im Herzogtum Berg im 18. Jahrhundert durch, vor allem in der Regierungszeit des Kurfürsten Karl Theodor. In dem von Johann Joseph Couven geplanten Schloss Jägerhof und in dem von Nicolas de Pigage konzipierten Schloss Benrath fand der neue Architekturstil dort bedeutende Vorbilder. Baumeister und Handwerker wandten diesen Stil auf bürgerliche Profan- und Sakralbauten sowie Möbel dieses Raums an, indem sie traditionelle Baukonstruktionen und Baumaterialien, insbesondere das mit Schiefer verkleidete Fachwerkhaus, in die neuen Formen übertrugen, wobei der Bergische Dreiklang, der typische Farbkanon der Regionalarchitektur, beibehalten wurde. So entstand eine barocke bzw. Rokoko-Ausprägung des typischen Bergischen Hauses. Im Historismus der zweiten Hälfte des 19. Jahrhunderts und in der Heimatschutzarchitektur des frühen 20. Jahrhunderts klang der Bergische Barock im sogenannten Neubergischen Stil aus.